# 39e brigade d'infanterie (Empire allemand)
Pour les articles homonymes, voir 39e brigade.
La 39e brigade d'infanterie est une grande unité de l'armée prussienne.

## Histoire
La 39e brigade d'infanterie est créée à Göttingen après la guerre austro-prussienne le 11 octobre 1866 et fait partie de la 20e division d'infanterie d'Hanovre, qui appartient au 10e corps d'armée d'Hanovre. Elle est installée à Hanovre de 1867 à 1915.

### Guerre franco-prussienne
Lors de la guerre franco-prussienne de 1870/1871, la brigade dirigée par le général de division Emil von Woyna est composée du 56e régiment d'infanterie et du 79e régiment d'infanterie (de). Le 16 août 1870, elle participe à la bataille de Mars-la-Tour et deux jours plus tard à la bataille de Saint-Privat. S'ensuit l' enceinte de Metz jusqu'en octobre. En novembre, l'unité combat à la bataille de Beaune-la-Rolande et des parties sont utilisées lors des batailles de Vendôme du 16 décembre 1870 au 6 janvier 1871. Elle est ensuite utilisée au Mans jusqu'au 12 janvier.

### Structure de paix 1914
- 79e régiment d'infanterie (de) à Hildesheim
- 164e régiment d'infanterie à Hamelin et Holzminden (3e bataillon)

### Structure de guerre lors de la mobilisation en 1914
Avec la mobilisation du 2 août 1914, la brigade doit constituer le 39e bataillon de remplacement de brigade et est composé :
- 79e régiment d'infanterie
- 164e régiment d'infanterie
- 10e bataillon de chasseurs à pied (de)

### Première Guerre mondiale
L'unité est entrée en Belgique neutre et participe à la prise de Liège et aux combats autour de Namur. Elle progresse ensuite vers la France, où elle est engagée dans la guerre des tranchées sur l'Aisne jusqu'en avril 1915. Le 22 mars 1915, le 79e régiment d'infanterie est subordonné à la 40e brigade d'infanterie et la 39e brigade d'infanterie est dissoute

### Commandants de la brigade
| Nom de famille                          | Date                           |
| --------------------------------------- | ------------------------------ |
| Wilhelm August Bernhard von Hiller (de) | 30 octobre 1866                |
| Emil von Woyna                          | 14 juillet 1868                |
| Heinrich von Valentini                  | 13 avril 1872                  |
| Wilhelm von Massow (de)                 | 8 mars 1873                    |
| Karl Friedrich von Kloeden (de)         | 5 février 1878                 |
| Hermann von der Groeben (de)            | 12 mars 1881                   |
| Ernst von Sommerfeld (de)               | 6 décembre 1883                |
| Hermann von Blomberg                    | 14 juillet 1885                |
| Wilhelm von Pfaff (de)                  | 13 août 1889                   |
| Erdmann von Schweinichen (de)           | 22 novembre 1890               |
| Frédéric d'Alvensleben (de)             | 20 octobre 1891                |
| Karl von Unruh                          | 14 mai 1894                    |
| Adolf von Rosenberg-Gruszcynski (de)    | 21 mars 1908                   |
| Wilhelm von Kaunitz (de)                | 18 mai 1901                    |
| Alfred von Lyncker (de)                 | 27 janvier 1905                |
| Ferdinand von Quast                     | 17 mai 1907                    |
| Adolf Digeon von Monteton (de)          | 21 mars 1908                   |
| Kalr von Willisen                       | 22 mars 1910                   |
| Walther von Lüttwitz                    | 27 janvier 1911                |
| Richard von Webern                      | 21 avril 1911                  |
| Arthur von Lüttwitz                     | 3 mars 1914                    |
| Gustav von Lambsdorff                   | Du 2 août 1914 au 25 mars 1915 |